# Victor Harbor
Victor Harbor est une ville ("city") d'Australie-Méridionale  sur la péninsule Fleurieu au bord de la grande baie australienne à 85 kilomètres au sud d'Adélaïde, la capitale de l'État. Elle compte 14 938 habitants en 2014.
La ville s'appela d'abord Port Victor du nom du bateau du capitaine Crozier qui lui donna le nom de son bateau puis pour éviter la confusion avec la ville de Port Victoria, une autre ville de l'État, son nom fut transformé en Victor Harbor.
L'économie de la ville est basée sur l'agriculture, la pêche et le tourisme.
Un des sites touristiques les plus connus est Granite Island, une île reliée à la ville par une passerelle sur laquelle circule un tram tiré par un cheval qui fait ensuite le tour de l'île.

## Galerie

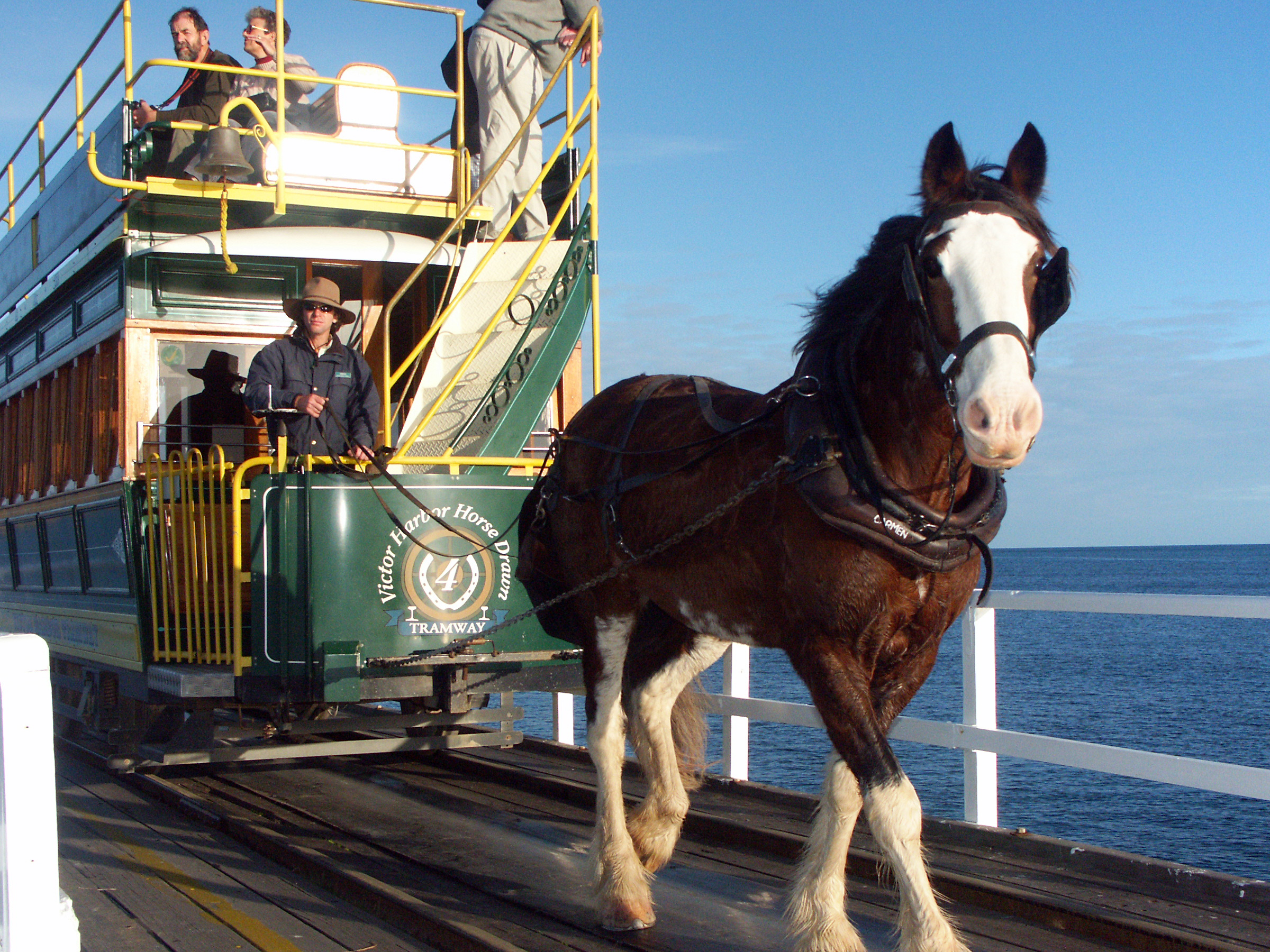
Le tram pour Granite Island.

## Sources
- sur Vicor Harbor